# Pterartoria arbuscula
Pterartoria arbuscula là một loài nhện trong họ Lycosidae.
Loài này thuộc chi Pterartoria. Pterartoria arbuscula được William Frederick Purcell miêu tả năm 1903.